# Shit Hits The Sheds Tour
Shit Hits the Sheds Tour (también conocida como Summer Sh*t '94) fue una gira del grupo estadounidense de thrash metal Metallica que comenzó en mayo de 1994 y acabó en agosto del mismo año, esta fue la última gira de Metallica que tocó en afinación estándar, ya que a partir de 1995 se decidió cambiar la afinación a E♭, un semitono más abajo de lo normal, esto se debe a que la voz de James Hetfield se estaba deteriorando por las giras Wherever We May Roam Tour y Nowhere Else to Roam.
Esta gira es notable por el debut de la canción "The God That Failed" y contó con una participación de la banda en el festival de Woodstock, además tuvo de invitados a Danzig, Candlebox, Fight, y Suicidal Tendencies, estos últimos colaboraron con So What? en la última fecha de la gira, en ese momento Suicidal Tendencies tenía de bajista a Robert Trujillo (que posteriormente se uniría a Metallica 9 años después), también iban a contar con Alice In Chains, pero por la adicción a la heroína de Layne Staley la banda declinó la oferta a último minuto, siendo reemplazados por Fight, sin embargo Jerry Cantrell se unió a Metallica para interpretar "For Whom the Bell Tolls" el 9 de agosto.

## Temas Habituales
(Tomado del New Jersey Garden State Arts Center el 1 de junio de 1994)
1. "Breadfan" (Originalmente de Budgie)
2. "Master Of Puppets"
3. "Wherever I May Roam"
4. "Harvester of Sorrow"
5. "Welcome Home (Sanitarium)"
6. "The God That Failed"
7. Kill/Ride Medley
  1. "Ride the Lightning"
  2. "No Remorse"
  3. "The Four Horsemen"
  4. "Phantom Lord"
  5. "Fight Fire with Fire"
8. "For Whom The Bell Tolls"
9. "Disposable Heroes"
10. "Seek and Destroy"
11. Guitar Solo
12. "Nothing Else Matters"
13. "Creeping Death"
14. Bass Solo
15. "Fade to Black"
16. "Whiplash"
17. "Sad But True"
18. "One"
19. "Enter Sandman"
20. "So What?" (Originalmente de Anti Nowhere League)

Notas:
- Durante la interpretación de "Seek and Destroy", la banda hacía una jam session al terminar la canción, posteriormente esta sería parte de una canción del sexto disco de la banda, la cual es "The Outlaw Torn".
- "Battery" fue tocada una vez el 22 de junio en reemplazo a Whiplash.[3]
- Nothing Else Matters, Fade To Black, One, el solo de guitarra y de bajo no se tocaron el 12 de junio ya que Jason Newsted se sentía enfermo.[4]
- "Last Caress" fue tocada el 22 de junio y el 3 de julio junto con Glenn Danzig.
- "London Dungeon" y Green Hell"" fue tocada el 3 de julio con Glenn Danzig.[5]
- Algunos temas no se interpretaron en su presentación en Woodstock debido al tiempo que tenía la banda.
- "Rapid Fire" fue tocada en el último concierto de la gira con el vocalista de Judas Priest y Fight Rob Halford.[6]

## Datos del Tour
| Fecha                | Ciudad                      | País           | Lugar                              |
| -------------------- | --------------------------- | -------------- | ---------------------------------- |
| 30 de mayo de 1994   | Corfu, New York             | Estados Unidos | Darien Lake Performing Arts Center |
| 1 de junio de 1994   | Holmdel, New Jersey         | Estados Unidos | Garden State Arts Center           |
| 3 de junio de 1994   | Quebec City, Quebec         | Canadá         | Hippodrome de Quebec               |
| 4 de junio de 1994   | Barrie, Ontario             | Canadá         | Molson Park                        |
| 5 de junio de 1994   | Syracuse, New York          | Estados Unidos | New York State Fair Grandstand     |
| 7 de junio de 1994   | Allentown, Pensilvania      | Estados Unidos | Allentown Fairgrounds Grandstand   |
| 8 de junio de 1994   | Wantagh, New York           | Estados Unidos | Jones Beach Amphitheatre           |
| 10 de junio de 1994  | Essex Junction, Vermont     | Estados Unidos | Champlain Valley Expo              |
| 11 de junio de 1994  | Mansfield, Massachusetts    | Estados Unidos | Great Woods Center                 |
| 12 de junio de 1994  | Swanzey, New Hampshire      | Estados Unidos | Cheshire Fair Grandstand           |
| 14 de junio de 1994  | Philadelphia, Pensilvania   | Estados Unidos | Mann Music Center                  |
| 15 de junio de 1994  | Mechanicsburg, Pensilvania  | Estados Unidos | Williams Grove Speedway            |
| 17 de junio de 1994  | Middletown, New York        | Estados Unidos | Orange County Speedway             |
| 18 de junio de 1994  | Cuyahoga Falls, Ohio        | Estados Unidos | Blossom Music Center               |
| 19 de junio de 1994  | Cincinnati, Ohio            | Estados Unidos | Riverbend Music Center             |
| 21 de junio de 1994  | Clarkston, Míchigan         | Estados Unidos | Pine Knob Music Theatre            |
| 22 de junio de 1994  | Clarkston, Míchigan         | Estados Unidos | Pine Knob Music Theatre            |
| 24 de junio de 1994  | Ionia, Míchigan             | Estados Unidos | Ionia Free Fair                    |
| 25 de junio de 1994  | Des Moines, Iowa            | Estados Unidos | Iowa State Fairgrounds             |
| 26 de junio de 1994  | Somerset, Wisconsin         | Estados Unidos | River's Edge Park                  |
| 28 de junio de 1994  | Maryland Heights, Misuri    | Estados Unidos | Riverport Amphitheater             |
| 29 de junio de 1994  | Columbus, Ohio              | Estados Unidos | Polaris Amphitheater               |
| 1 de julio de 1994   | Milwaukee, Wisconsin        | Estados Unidos | Marcus Amphitheater                |
| 2 de julio de 1994   | Noblesville, Indiana        | Estados Unidos | Deer Creek Music Center            |
| 3 de julio de 1994   | Tinley Park, Illinois       | Estados Unidos | World Music Theater                |
| 17 de julio de 1994  | Vancouver, British Columbia | Canadá         | Thunderbird Stadium                |
| 19 de julio de 1994  | Seattle, Washington         | Estados Unidos | Memorial Stadium                   |
| 20 de julio de 1994  | Portland, Oregon            | Estados Unidos | Portland Meadows                   |
| 22 de julio de 1994  | Mountain View, California   | Estados Unidos | Shoreline Amphitheatre             |
| 23 de julio de 1994  | Sacramento, California      | Estados Unidos | California Exposition Amphitheatre |
| 24 de julio de 1994  | San Bernardino, California  | Estados Unidos | Blockbuster Pavilion               |
| 26 de julio de 1994  | Carson, California          | Estados Unidos | Velodrome Field                    |
| 27 de julio de 1994  | Phoenix, Arizona            | Estados Unidos | Desert Sky Pavilion                |
| 29 de julio de 1994  | Park City, Utah             | Estados Unidos | Park West Ski Resort               |
| 30 de julio de 1994  | Whitney, Nevada             | Estados Unidos | Sam Boyd Stadium                   |
| 31 de julio de 1994  | San Diego, California       | Estados Unidos | Brown Airfield                     |
| 2 de agosto de 1994  | Albuquerque, Nuevo México   | Estados Unidos | University Stadium                 |
| 3 de agosto de 1994  | Greenwood Village, Colorado | Estados Unidos | Fiddler's Green Amphitheatre       |
| 5 de agosto de 1994  | Dallas, Texas               | Estados Unidos | Starplex Amphitheatre              |
| 6 de agosto de 1994  | Austin, Texas               | Estados Unidos | South Park Meadows                 |
| 7 de agosto de 1994  | Baytown, Texas              | Estados Unidos | Houston Raceway Park               |
| 9 de agosto de 1994  | Oklahoma City, Oklahoma     | Estados Unidos | Oklahoma State Fair Arena          |
| 10 de agosto de 1994 | Bonner Springs, Kansas      | Estados Unidos | Sandstone Amphitheater             |
| 12 de agosto de 1994 | Burgettstown, Pensilvania   | Estados Unidos | Star Lake Amphitheatre             |
| 13 de agosto de 1994 | Saugerties, New York        | Estados Unidos | Woodstock '94                      |
| 14 de agosto de 1994 | Columbia, Maryland          | Estados Unidos | Merriweather Post Pavilion         |
| 16 de agosto de 1994 | Charlotte, North Carolina   | Estados Unidos | Blockbuster Pavilion               |
| 17 de agosto de 1994 | Antioch, Tennessee          | Estados Unidos | Starwood Amphitheatre              |
| 19 de agosto de 1994 | Atlanta, Georgia            | Estados Unidos | Lakewood Amphitheatre              |
| 20 de agosto de 1994 | Tampa, Florida              | Estados Unidos | Florida State Fairgrounds          |
| 21 de agosto de 1994 | Miami, Florida              | Estados Unidos | Bicentennial Park                  |

## Canciones interpretadas
Esta es la lista de canciones interpretadas por Metallica durante la gira.
| Álbum                         | Canción                     | Veces Interpretada |
| ----------------------------- | --------------------------- | ------------------ |
| Kill 'Em All (1983)           | "Whiplash"                  | 50                 |
| Kill 'Em All (1983)           | "Seek & Destroy"            | 51                 |
| Ride the Lightning (1984)     | "For Whom the Bell Tolls"   | 51                 |
| Ride the Lightning (1984)     | "Fade to Black"             | 50                 |
| Ride the Lightning (1984)     | "Creeping Death"            | 51                 |
| Master of Puppets (1986)      | "Battery"                   | 1                  |
| Master of Puppets (1986)      | "Master of Puppets"         | 51                 |
| Master of Puppets (1986)      | "Welcome Home (Sanitarium)" | 50                 |
| Master of Puppets (1986)      | "Disposable Heroes"         | 50                 |
| ...And Justice for All (1988) | "One"                       | 50                 |
| ...And Justice for All (1988) | "Harvester of Sorrow"       | 51                 |
| Metallica (1991)              | "Enter Sandman"             | 51                 |
| Metallica (1991)              | "Sad But True"              | 51                 |
| Metallica (1991)              | "Wherever I May Roam"       | 51                 |
| Metallica (1991)              | "Nothing Else Matters"      | 50                 |
| Metallica (1991)              | "The God That Failed"       | 50                 |
| Covers                        | "Last Caress"               | 2                  |
| Covers                        | "Green Hell"                | 1                  |
| Covers                        | "London Dungeon"            | 1                  |
| Covers                        | "Breadfan"                  | 51                 |
| Covers                        | "So What"                   | 51                 |
| Covers                        | "Rapid Fire"                | 1                  |
| Solos                         | "Bass Solo"                 | 48                 |
| Solos                         | "Guitar Solo"               | 50                 |
| Medleys                       | "Kill/Ride Medley"          | 50                 |